# Osiek (powiat trzebnicki)
Osiek (niem. Dirschken) – wieś w Polsce położona w województwie dolnośląskim, w powiecie trzebnickim, w gminie Żmigród.

## Podział administracyjny
| SIMC    | Nazwa      | Rodzaj     |
| ------- | ---------- | ---------- |
| 0884312 | Bukołowo   | przysiółek |
| 0884335 | Osiek Mały | przysiółek |

W latach 1975–1998 miejscowość należała administracyjnie do województwa wrocławskiego.

## Nazwa
W księdze łacińskiej Liber fundationis episcopatus Vratislaviensis (pol. Księga uposażeń biskupstwa wrocławskiego) spisanej za czasów biskupa Henryka z Wierzbna w latach 1295–1305 miejscowość wymieniona jest w formie Ostrowetz. Miejscowość wymieniona jest  w opisie Śląska wydanym w 1787 roku w Brzegu jako Oszig.